# Переправа через Рону
Переправа через Рону — переправа карфагенской армии под командованием Ганнибала через реку Рона, во время которой произошёл бой с галльским племенем вольков.

## Предыстория
Весной 218 до н. э. после падения Сагунта Рим объявил войну Карфагену. Консул Публий Корнелий Сципион должен был двинуться по направлению к Испании, чтобы воспрепятствовать вторжению Ганнибала в Италию, а другой консул должен был переправиться в Сицилию, а затем вторгнуться в Африку, если Сципион одержит победу над Ганнибалом.
После взятия Сагунта Ганнибал ушёл на зимние квартиры в Новый Карфаген, чтобы весной отправиться в поход на Италию. Весной он выступил и быстрым маршем переправился через Эбро и перешёл через Пиренеи.
Сципион после долгого плавания высадился у самого восточного устья реки Рона и узнал, что Ганнибал уже у Роны и готовится к переправе.
Между тем Ганнибал вступил в земли сильного галльского племени вольков, которое не пожелало присоединиться к Ганнибалу. Не рассчитывая победить карфагенян в открытом бою, они заняли левый берег Роны и вознамерились воспрепятствовать Ганнибалу форсировать Рону.
Галлы, которых Ганнибал переманил на свою сторону, согнали все лодки, какие могли, к месту переправы, и построили ещё много лодок, стремясь поскорее избавиться от чужеземной армии. Когда собралось достаточно лодок, Ганнибал призывает своего военачальника Ганнона, сына Бомилькара, и приказывает ему ночью переправиться через Рону и появиться в тылу у вольков.

## Переправа
Ночью Ганнон переправился через Рону выше по реке по мелководью. Через день, после отдыха солдат, Ганнон дал сигнал Ганнибалу дымом от костра. Ганнибал тут же начал переправу. Вольки заняли противоположный берег. Тем временем Ганнон ворвался в лагерь вольков и двинулся к берегу. Вольки оказались наполовину окружены. Ганнон атаковал их, и через короткое время вольки пустились в бегство. Ганнибал высадился на левом берегу, но преследовать галлов не стал.

## Итоги
Таким образом, Ганнибал переправился через Рону, избегнув встречи с римлянами и понеся лишь незначительные потери. После переправы пехотинцев и конников, на паромах были переправлены слоны. В это время нумидийские всадники уходят в разведку по приказу Ганнибала и встречаются с отрядом римских разведчиков. Стычка была ожесточённой, и римляне уже изнемогали от усталости, когда нумидийцы отступили. Римляне потеряли 160 человек, карфагеняне — чуть больше двухсот.